# Eilema nebulosa
Eilema nebulosa är en fjärilsart som beskrevs av Walker 1862. Eilema nebulosa ingår i släktet Eilema och familjen björnspinnare. Inga underarter finns listade i Catalogue of Life.